# Ya, ya, mon général !
Pour plus de détails, voir Fiche technique et Distribution.
Ya, ya, mon général ! (titre original : Which Way to the Front ?) est un film américain de Jerry Lewis sorti en 1970.

## Synopsis
Durant la Seconde Guerre mondiale, un milliardaire réformé décide de mener sa propre guerre contre l'ennemi. Il investit toute sa fortune pour former son armée.

## Fiche technique
- Titre original : Which Way to the Front ?
- Réalisation : Jerry Lewis
- Scénario : Gerald Gardner et Dee Caruso d'après une histoire de Gerald Gardner, Dee Caruso et Richard Miller
- Directeur de la photographie : W Wallace Kelley
- Montage : Russel Wiles
- Musique : Louis Y Brown et Pete King (non crédité)
- Costumes : Guy Verhille
- Décors : John Beckman
- Production : Jerry Lewis pour Warner Bros
- Genre : Comédie
- Pays de production :  États-Unis
- Durée : 92 minutes
- Dates de sortie :
  - États-Unis : juillet 1970 (Los Angeles), 4 septembre 1970 (New York)
  - France : 2 décembre 1970

## Distribution
- Jerry Lewis (VF : Jacques Dynam) : Brendan Byers III / le maréchal Erik Kesselring
- Jan Murray (VF : Michel Gatineau) : Sid Hackle
- John Wood (VF : René Bériard) : Finkel
- Steve Franken (VF : Serge Lhorca) : Peter Bland
- Willie Davis (VF : Serge Sauvion) : Lincoln
- Dack Rambo (VF : Yves-Marie Maurin) : Terry Love
- Robert Middleton (VF : Aram Stephan) : Colonico
- Kaye Ballard : Signora Messina
- Harold J. Stone (VF : Louis Arbessier) : le général de brigade Luther Buck
- Paul Winchell (VF : Jean Berger) : Schroeder
- Sidney Miller (en) : Adolf Hitler
- Joe Besser : Dock Master
- George Takei (VF : Jacques Bernard) : Yamashita
- Gary Crosby : le garde SS
- Danny Dayton : l'homme de la voiture
- Kathleen Freeman (VF : Marie Francey) : la mère de Bland
- Milton Frome (VF : Jean Berton) : Fennick
- Myron Healey (VF : Jacques Deschamps) : le médecin-major
- Mike Mazurki (VF : René Bériard) : Rocky
- Henry Corden (VF : Raoul Delfosse) : un gangster
- Robert Carricart (VF : Jean Violette) : un gangster
- Bobo Lewis (VF : Paule Emanuele) : Camille Bland
- Kenneth MacDonald (en) (VF : Fernand Fabre) : l'amiral au Pentagone
- Herb Vigran (VF : Claude Joseph) : le major assis à la gauche du général chef d'état major au Pentagone
- Benny Rubin (VF : Yves Brainville) : le maréchal von Budweiser
- Gilchrist Stuart : M. Firestone